# 村田成仁
村田 成仁（むらた なるひと、1964年1月15日 - ）は、大阪府出身の写真家、大阪芸術大学写真学科出身。

## 職歴
- 1986年 株式会社ハヤサキスタジオ
- 1990年 株式会社スタジオにいまるごーごー
- 2006年 東大阪宇宙開発協同組合公認カメラマン認定
- 2007年 株式会社2055代表取締役就任
- 2007年 大阪産業大学客員教授就任

## 写真展・受賞歴
- 1984年 写真展『AtoZ』
- 1985年 写真展『TIME FLISE』
- JPS展 入選
- 1986年 日本グラフィック展 佳作
- 1987年 ハヤサキスタジオ展 出品
- 1991年 ベルビア競作展 出品
- 1991年 日本産業広告賞 第2席
- 1992年 コスモ広告大賞 IPG賞
- 1992年 日本産業広告賞 佳作
- 1993年 日本産業広告賞 第2席
- 1997年 APA新入会員展
- 1998年 APA関西支部展
- 2001年 APA関西支部展
- 2004年 写真展『requiem』
- 2008年 現代美術インディペンデントCASO展2008

## セミナー・インタビュー
- 印刷業界にとって現実のものになった3DCGビジネスの実態(2011年2月）
- 3DCG制作を始めた現場を取材株式会社2055の事例（2011年2月）